# Tranzas Consulting
Tranzas Consulting (ros. АО «ТРАНЗАС Консалтинг») – rosyjska firma pracująca w zakresie zintegrowanych rozwiązań technologicznych dla bezpieczeństwa i efektywności żeglugi, nawigacji i operacji okrętowych.

## Historia
Firma powstała w 1990 roku w Leningradzie i zajmowała się projektowaniem oraz produkcją morskiego wyposażenia pokładowego: elektronicznych systemów kartograficznych i elektronicznych map morskich. W gronie jej założycieli znaleźli się zarówno żeglarze, jak i specjaliści od morskiej technologii komputerowej. W latach 90. XX w. firma zaoferowała odbiorcom Electronic Chart Display and Information System (pol. System Obrazowania Elektronicznych Map i Informacji Nawigacyjnych) czyli komputerowy system stosowany w nawigacji morskiej. W 1991 r. firma opracowała swój pierwszy symulator do szkolenia marynarzy w zakresie nawigacji i otworzyła swoje biuro w Southampton w Wielkiej Brytanii. W 1995 r. symulator produkcji Tranzas został zamontowany w Centrum Szkoleniowym IDESS na Filipinach. W 1996 r. morskie systemy nawigacji produkcji Transas zostały zakupione przez Szwecję i zainstalowane na 117. okrętach patrolowych projektu Stridsbåt 90H. W 1999 r. firma otrzymała międzynarodowe świadectwo homologacji typu dla swojego systemu ECDIS. Rok później systemy te zostały zamontowane na okrętach Royal Navy. W 2001 r. Transas otrzymał zamówienie na 320 systemów ECDIS dla statków Maersk. W następnych latach sprzęt Tranzas zostaje zamontowany na pokładach okrętów chilijskiej marynarki wojennej (2003), US Coast Guard (2004), brazylijskiej marynarki wojennej (2004), niemieckiej marynarki wojennej (2005) oraz indyjskiej marynarki wojennej (2007). W 2013 r. otwarte zostało biuro Tranzas w Indiach. W 2015 Transas wszedł w skład International Maritime Rescue Federation (IMRF). 
Symulatory nawigacyjne firmy Tranzas zostały dostarczone do Nowej Zelandii, Szwecji, Niemiec, Korei, Indonezji, Tajwanie, Kanady, Emiratów Arabskich, Arabii Saudyjskiej i Polski. Korzystają z technologii chmurowymi, które zapewniają dostęp do bieżąco opracowywanych szkoleń, modeli i symulatorów.
26 października 2001 r. doszło do fuzji czterech podmiotów gospodarczych (ros. ЗАО «Центральный Ордена Трудового Красного Знамени научно-исследовательский и проектно-конструкторский институт морского флота (ЦНИИМФ), ГУП «Государственный ордена «Знак Почета» научно-исследовательский и проектно-конструкторский институт по развитию и эксплуатации флота» (ГИПРОРЫБФЛОТ), ЗАО «ТРАНЗАС Евразия» i ЗАО «МКС Консалтинг») w wyniku której powstała zamknięta spółka akcyjna Tranzas Consulting (ros. ЗАО «ТРАНЗАС Консалтинг»). W 2018 roku firma zmieniła status prawny i została przemianowana na spółkę akcyjną Tranzas Consulting (АО "ТРАНЗАС Консалтинг").